# Élections législatives luxembourgeoises de 1869
Les élections législatives de 1869 ont eu lieu au scrutin indirect le 8 juin 1869 afin de renouveler vingt des quarante membres de la Chambre des députés. 

## Composition de la Chambre des députés
| Circonscription | Sièges | Députés                     |
| --------------- | ------ | --------------------------- |
| Capellen        | 3      | Jean-Camille Funck          |
| Capellen        | 3      | Jean-Baptiste Risch         |
| Capellen        | 3      | Norbert Metz                |
| Clervaux        | 3      | Joseph Conzemius            |
| Clervaux        | 3      | Jean-Pierre Toutsch         |
| Clervaux        | 3      | Jean-Georges Hamélius (lb)  |
| Diekirch        | 4      | Félix de Blochausen         |
| Diekirch        | 4      | Victor Tschiderer           |
| Diekirch        | 4      | Ernest François             |
| Diekirch        | 4      | Jean-Pierre Salentiny       |
| Grevenmacher    | 3      | Nicolas-Guillaume Salentiny |
| Grevenmacher    | 3      | Frédéric Hess               |
| Grevenmacher    | 3      | Jean-Pierre Klein           |
| Luxembourg      | 3      | Dominique-Antoine Pescatore |
| Luxembourg      | 3      | Charles-Théodore André      |
| Luxembourg      | 3      | Charles-Jean Simons         |
| Redange         | 3      | François Berger             |
| Redange         | 3      | Léopold Bian (lb)           |
| Redange         | 3      | Rénilde-Guillaume Jacques   |
| Vianden         | 1      | Adolphe Pauly               |